# Mommark
Mommark (tysk: Mummark) er en landsby med ca. 200 indbyggere på det østlige Als, beliggende 10 km sydøst for Fynshav og 17 km øst for Sønderborg. Landsbyen hører til Sønderborg Kommune og ligger i Region Syddanmark. Mommark hører til Lysabild Sogn. Lysabild Kirke ligger i Lysabild 4½ km sydvest for Mommark.
I 1964 blev Mommark Handelskostskole etableret i den tidligere færgegård. Den blev i 1995 en afdeling af Business College Syd i Sønderborg. Skolen i Mommark rummer nu Mommark Handelskostskole, Kursus- og Kompetencecenter.
Mommark havn ejes af Sønderborg Kommune, som i 2009 renoverede havnen og campingpladsen. Mommark Marina genåbnede i maj 2010 med plads til 50-60 lystsejlere. Campingpladsen havde fået ny servicebygning og 108 stadepladser. Der er badestrand ved siden af havnen.
I mange år havde korn og foderstoffirmaet Perregård forretning og kornsiloer i Mommark, som nu er overtaget af Brødr. Ewers. Der er 2 erhvervsfiskere på Mommark Havn.

## Historie
Navnet Mommark kommer enten af det nordfrisiske drengenavn Momme og betyder "Mommes mark" eller det betyder "rydningen med det sorte ler", hvor mo er moler.
Mommark Færgegård blev opført i 1844, dels som kurhotel, dels som kro for færgerejsende til Ærø. Der havde fra gammel tid været færgefart mellem de to øer, der begge hørte til Hertugdømmet Slesvig. Ærøfærgens gamle mole findes endnu og sejlrenden kan stadig ses på luftfotos.
Amtsbanerne på Als eksisterede 1898-1933. Strækningen Sønderborg-Skovby havde en kort sidebane fra Lille Mommark til færgegården.
Til højre for færgegårdens indkørsel står en sten, der blev rejst i 1923 til minde om Genforeningen i 1920.
Efter genforeningen opstod et stort behov for at binde Sønderjylland sammen med resten af Danmark. I 1922 startede ØK færgeruten Faaborg-Mommark med jernbanefærgen Mommark, der kunne medtage 4 godsvogne. Amtsbanen blev i 1923 forlænget fra færgegården til den nye færgehavn 0,7 km længere mod nord. Den tilgroede banedæmning kan stadig ses. I 1933 blev den smalsporede amtsbane erstattet af den normalsporede statsbane Mommark-banen. Enkelte tog kunne stadig standse ved Mommark Færgegård.
Da færgegården ikke længere skulle betjene de rejsende, overtog ØK bygningerne til ferieophold for sine ansatte. Færgegården var fra 12. juli 1944 til maj 1945 uddannelsessted og kaserne for specialenheder i den tyske marine. Efter befrielsen blev den i nogle måneder benyttet til indkvartering af russiske krigsfanger. Derefter var den fra 1. september 1945 orlovscenter for amerikanske soldater og igen hotel indtil 1963. Fra 1964 har færgegården været et kursuscenter.
DSB overtog i 1946 Faaborg-Mommark overfarten. Da Mommark-banen blev nedlagt i 1962, fortsatte overfarten som bilfærgerute indtil 1967, hvor den blev afløst af den væsentlig kortere overfart Bøjden-Fynshav.
Ruten til Søby på Ærø lå stille i flere perioder, og sejladsen blev først regelmæssig i 1983. Ruten Søby-Mommark blev nedlagt i 2009, hvor den også flyttede til Fynshav.